# Campoplex
Campoplex är ett släkte av steklar som beskrevs av Johann Ludwig Christian Gravenhorst 1829. Campoplex ingår i familjen brokparasitsteklar.

## Dottertaxa tillCampoplex, i alfabetisk ordning[1][2]
- Campoplex abbreviatus
- Campoplex adustus
- Campoplex albator
- Campoplex albitarsus
- Campoplex alienatus
- Campoplex alsophilae
- Campoplex alticolellae
- Campoplex anatolus
- Campoplex angularis
- Campoplex angulatus
- Campoplex angustator
- Campoplex angustioranae
- Campoplex anomolus
- Campoplex antennator
- Campoplex aphae
- Campoplex apicalis
- Campoplex arcticus
- Campoplex areolator
- Campoplex argenteus
- Campoplex arvensis
- Campoplex ater
- Campoplex atridens
- Campoplex banditibius
- Campoplex bicolor
- Campoplex bilobus
- Campoplex borealis
- Campoplex brachyurus
- Campoplex brevicornis
- Campoplex bulgaricus
- Campoplex burmensis
- Campoplex caccabates
- Campoplex cajae
- Campoplex calamae
- Campoplex campoplegiformis
- Campoplex canariensis
- Campoplex capitator
- Campoplex cavus
- Campoplex chiuae
- Campoplex cingulatus
- Campoplex cognatus
- Campoplex collinus
- Campoplex conocola
- Campoplex continuus
- Campoplex convexus
- Campoplex coracinus
- Campoplex costulatus
- Campoplex coxalis
- Campoplex crassatus
- Campoplex crassus
- Campoplex cursitans
- Campoplex cylindricus
- Campoplex daritis
- Campoplex deficiens
- Campoplex difformis
- Campoplex dimidiatus
- Campoplex discrepans
- Campoplex disjunctus
- Campoplex dorsalis
- Campoplex dubitator
- Campoplex ecoxalis
- Campoplex egregius
- Campoplex elegantulus
- Campoplex elongator
- Campoplex epinotiae
- Campoplex erythrogaster
- Campoplex erythromerus
- Campoplex erythrurus
- Campoplex eudoniae
- Campoplex euops
- Campoplex excavatus
- Campoplex fanensis
- Campoplex fascialvus
- Campoplex faunus
- Campoplex ferinus
- Campoplex forticosta
- Campoplex frustranae
- Campoplex fusciplica
- Campoplex fusicornis
- Campoplex fusiformis
- Campoplex gallicator
- Campoplex gastroides
- Campoplex gracillimus
- Campoplex granditor
- Campoplex graphoritae
- Campoplex hadrocerus
- Campoplex haywardi
- Campoplex helveticus
- Campoplex hercynicus
- Campoplex hexagonalis
- Campoplex hinziator
- Campoplex homonae
- Campoplex horstmanniator
- Campoplex hudsoni
- Campoplex hullensis
- Campoplex incidens
- Campoplex indicus
- Campoplex infumatus
- Campoplex intermedius
- Campoplex interruptus
- Campoplex investigator
- Campoplex jaeckhi
- Campoplex kalatopensis
- Campoplex kamathi
- Campoplex kamijoi
- Campoplex koentzeii
- Campoplex laetus
- Campoplex lancifer
- Campoplex laricanae
- Campoplex laricis
- Campoplex latus
- Campoplex leucoraphis
- Campoplex liogaster
- Campoplex litoreus
- Campoplex longicaudis
- Campoplex lugens
- Campoplex lugubrinus
- Campoplex lusitanicus
- Campoplex lyratus
- Campoplex macer
- Campoplex maculifemur
- Campoplex major
- Campoplex malaisei
- Campoplex manaliensis
- Campoplex mandibularis
- Campoplex marginellus
- Campoplex maximalus
- Campoplex melampus
- Campoplex melanostictus
- Campoplex melanostoma
- Campoplex mellipes
- Campoplex molestus
- Campoplex montanus
- Campoplex multicinctus
- Campoplex nigricanae
- Campoplex nigricinctus
- Campoplex nigricoxa
- Campoplex nigrifemur
- Campoplex nigritarsus
- Campoplex nigrus
- Campoplex nolae
- Campoplex notabilis
- Campoplex occipitor
- Campoplex ocellanae
- Campoplex oriens
- Campoplex ovatus
- Campoplex parallelus
- Campoplex parvulus
- Campoplex parvus
- Campoplex pectoralis
- Campoplex philippinus
- Campoplex phthorimaeae
- Campoplex polychrosidis
- Campoplex pomorum
- Campoplex porrectus
- Campoplex posticus
- Campoplex praeoccupator
- Campoplex procerus
- Campoplex pseudocollinus
- Campoplex psilopterus
- Campoplex puengeleri
- Campoplex pumilio
- Campoplex pumilus
- Campoplex puncticollis
- Campoplex punctipleuris
- Campoplex punctulatus
- Campoplex pusillus
- Campoplex pygmaeus
- Campoplex pyraustae
- Campoplex quadrimaculatus
- Campoplex ramidulus
- Campoplex raschkiellae
- Campoplex rector
- Campoplex restrictor
- Campoplex rossicus
- Campoplex rothii
- Campoplex rufigastor
- Campoplex rufinus
- Campoplex rufipes
- Campoplex rufocingulatus
- Campoplex satanator
- Campoplex sauteri
- Campoplex scaposus
- Campoplex semidivisus
- Campoplex septentrionalis
- Campoplex shikotsensis
- Campoplex solitarius
- Campoplex spinolae
- Campoplex spretus
- Campoplex spurius
- Campoplex sticticus
- Campoplex striatus
- Campoplex sugiharai
- Campoplex sulcatus
- Campoplex tarsalis
- Campoplex tarsatus
- Campoplex tecumseh
- Campoplex tessellatus
- Campoplex tibialis
- Campoplex tineavorus
- Campoplex tortricidis
- Campoplex tosensis
- Campoplex townesi
- Campoplex triannulatus
- Campoplex tridentator
- Campoplex tumidulus
- Campoplex ultimus
- Campoplex unicingulatus
- Campoplex uniformis
- Campoplex valens
- Campoplex variabilis
- Campoplex volubilis